# 韦斯特霍尔茨
韦斯特霍尔茨（德語：Westerholz）是德国石勒苏益格－荷尔斯泰因州的一个市镇。总面积14.74平方公里，总人口763人，其中男性356人，女性407人（2011年12月31日），人口密度52人/平方公里。